# Веселин Вълков (офицер)
 Тази статия е за офицера.  За актьора вижте Веселин Вълков.  
Веселин Николов Вълков е български офицер, полковник.

## Биография
Роден е на 22 октомври 1908 година в Хасково. През 1932 година завършва Военното училище в София. От 1941 година е в пехотна дружина в Драма. През 1942 година е преместен във Военното училище. Взема активно участие в Деветосептемврийския преврат като командир на учебна рота от Военното училище. Заедно с ротата си участва в превземането на Военното министерство. За тези си заслуги е повишен в чин „полковник“. От 1944 година е командир на шестдесет и осми пехотен полк. На 22 февруари 1945 година е назначен за командир на десети пехотен родопски полк. Същата година става адютант на министъра. От 1947 година е началник-щаб на бойната подготовка на пехотата. В периода 1950 – 1954 година преподава във Военната академия. Пише книга „Родопци в настъпление“ през 1973 година. Награждаван е с орден „За храброст“, III степен, 2 клас и съветския орден „Александър Невски“. Вълков е бил капитан на отбора на Левски (Хасково). В родния му град е открит негов барелеф, а една от главните улица на парка „Кенана“ в Хасково е кръстена на негово име. Умира през декември 1972 година при трагични обстоятелства.

## Военни звания
- Подпоручик (6 септември 1932)
- Поручик (3 октомври 1935)
- Капитан (6 май 1941)
- Полковник (1944)